# Христо Ангелов (Банище)
Вижте пояснителната страница за други личности с името Христо Ангелов.
Христо Алексиев Ангелов е български просветен деец и комунист.

## Биография
Роден е на 25 март 1890 година в дебърското село Банище в Османската империя, днес Северна Македония. Учител е в Галичник. Емиргира в България. В 1914 година става член на Българската работническа социалдемократическа партия (тесни социалисти). Преподава в Макоцево, Долна Вереница и Крапчене.
Участва в Септемврийското въстание като ръководител на Стубленско-Крапченския отряд. След потушаването на въстанието бяга в Югославия. Завръща се, но е заловен и затворен. По-късно продължава да участва в нелегалните действия на БКП.
След Деветосептемврийския преврат в 1944 година продължава да учителства. В 1950 година му е дадено званието народен учител.